# Trevor Wright (Schauspieler)
Trevor Wright (* 23. August 1980 in Pomona, Kalifornien) ist ein US-amerikanischer Schauspieler.

## Leben
1989 war Wright neben Elijah Wood im Musikvideo zu Paula Abduls „Forever Your Girl“ zu sehen, das unter der Regie von David Fincher entstand. Auch im Musikvideo zu Abduls Single „Straight Up“ übernahm er eine Rolle. An der Seite der Sängerin Stacie Orrico trat Wright auch in den Videos zu Orricos Singles „Stuck“ (2003) und „I Could Be the One“ (2004) auf.
Ab Anfang der 2000er Jahre war er in zahlreichen Gastrollen in Fernsehserien wie Roswell, Keine Gnade für Dad, Boston Public, Everwood, Scrubs – Die Anfänger oder Hallo Holly zu sehen. Seine wiederkehrende Rolle als Zack Powers in der Fernsehserie George Lopez machte ihn einem größeren Publikum bekannt.
Eine erste größere Rolle übernahm er 2007 im Film Shelter. Wright war später auch in Filmen wie Motel: The First Cut, Vicious Circle oder 2001 Maniacs 2 – Es ist angerichtet zu sehen. 2010 besetzte ihn David Fincher in einer Kleinstrolle in The Social Network. 
Später zog sich Wright von der Schauspielerei zurück und arbeitet seither als Immobilienmakler in Beverly Hills.

## Filmografie
- 1993: Memories By Joe Frank (Kurzfilm)
- 2000: Roswell (Fernsehserie, 1 Episode)
- 2000: Destiny Stalled (Kurzfilm)
- 2001: Keine Gnade für Dad (Grounded for Life, Fernsehserie, 1 Episode)
- 2001: Looking Through Lillian
- 2001, 2002: Boston Public (Fernsehserie, 2 Episoden)
- 2002: Everwood (Fernsehserie, 1 Episode)
- 2003: Scrubs – Die Anfänger (Scrubs, Fernsehserie, 1 Episode)
- 2003: Hallo Holly (What I Like About You, Fernsehserie, 1 Episode)
- 2003: Lady Cops – Knallhart weiblich (The Division, Fernsehserie, 1 Episode)
- 2003: MXP: Most Xtreme Primate
- 2004: New York Cops – NYPD Blue (NYPD Blue, Fernsehserie, 1 Episode)
- 2004: George Lopez (Fernsehserie, 5 Episoden)
- 2004: Listen Up! (Fernsehserie, 1 Episode)
- 2005: Special Ed
- 2006: South Beach (Fernsehserie, 1 Episode)
- 2006: CSI: NY (Fernsehserie, 1 Episode)
- 2006: Air Buddies – Die Welpen sind los (Air Buddies)
- 2007: Shelter
- 2008: Motel: The First Cut (Vacancy 2: The First Cut)
- 2009: Silver Street (Kurzfilm)
- 2009: Vicious Circle
- 2010: 2001 Maniacs 2 – Es ist angerichtet (2001 Maniacs: Field of Screams)
- 2010: The Social Network
- 2012: Santa Pfote 2 – Die Weihnachts-Welpen (Santa Paws 2: The Santa Pups, Sprechrolle)